# Las Vegas Film Critics Society Award per il miglior regista
Il Las Vegas Film Critics Society Award per il miglior regista è una categoria di premi assegnata da Las Vegas Film Critics Society, per il miglior regista.

## Vincitori
I vincitori sono indicati in grassetto.
- 1997
  - James Cameron - Titanic (Titanic)
- 1998
  - Steven Spielberg - Salvate il soldato Ryan (Saving Private Ryan)
  - Roberto Benigni - La vita è bella
- 1999
  - Kimberly Peirce - Boys Don't Cry (Boys Don't Cry)
  - Sam Mendes - American Beauty (American Beauty)
  - Spike Jonze - Essere John Malkovich (Being John Malkovich)
  - David Lynch - Una storia vera (The Straight Story)
  - Anthony Minghella - Il talento di Mr. Ripley (The Talented Mr. Ripley)
- 2000
  - Steven Soderbergh - Erin Brockovich - Forte come la verità (Erin Brockovich) e Traffic (Traffic)
  - Cameron Crowe - Quasi famosi (Almost Famous)
  - Robert Zemeckis - Cast Away (Cast Away)
  - Ridley Scott - Il gladiatore (Gladiator)
  - Sofia Coppola - Il giardino delle vergini suicide (The Virgin Suicides)
- 2001
  - Peter Jackson - Il Signore degli Anelli - La Compagnia dell'Anello (The Lord of the Rings: The Fellowship of the Ring)
- 2002
  - Peter Jackson - Il Signore degli Anelli - Le due torri (The Lord of the Rings: The Two Towers)
- 2003
  - Peter Jackson - Il Signore degli Anelli - Il ritorno del re (The Lord of the Rings: The Return of the King)
- 2004
  - Martin Scorsese - The Aviator (The Aviator)
- 2005
  - Ang Lee - I segreti di Brokeback Mountain (Brokeback Mountain)
- 2006
  - Martin Scorsese - The Departed - Il bene e il male (The Departed)
- 2007
  - Ethan Coen e Joel Coen - Non è un paese per vecchi (No Country for Old Men)
- 2008
  - Ron Howard - Frost/Nixon - Il duello (Frost/Nixon)